# Stukgoedschip
Een stukgoedschip is een type schip dat onder andere stukgoed en gestorte lading zoals ijzererts vervoert. Ook is het mogelijk om zware lading te vervoeren hoewel dit niet echt gebruikelijk is.
Belangrijk bij deze schepen is de stabiliteitsberekening die door de wisselende soort lading vaak veel tijd in beslag neemt. Daarnaast is het zeevast maken van de lading een belangrijk gegeven. Stuwadoors in havens hebben ruim de tijd nodig om alle vaak verschillende soorten lading zeevast te maken. Het feit dat deze schepen lang in de haven verblijven, en al die tijd niets opbrengen voor de rederij, is de reden dat deze geleidelijk uit de vaart verdwijnen.